# Downfalls High
Downfalls High ist ein US-amerikanischer Musikfilm von Colson Baker und Derek Smith.

## Handlung
Ein junger Mann namens Fenix befindet sich in einer Psychiatrischen Klinik in Behandlung. Es folgt ein Schnitt zu einer Fernsehreporterin, die über einen Schüler der Downfalls High School berichtet, der sich bei der Abschlussfeier ein Ohr abschnitt. Es wird acht Monate zurückgeblendet. Fenix wird von einem Mitschüler gemobbt. Kurze Zeit später beginnt Scarlett, das beliebteste Mädchen der Schule, Zeit mit Fenix zu verbringen. Sie schenkt ihm eine Gitarre, verheimlicht ihm aber, dass sie schwanger ist. Wenig später stirbt Scarlett bei einem Autounfall. Während Fenix trauert gründet er mit zwei Freunden von Scarlett die Band Pink Switchblade. Nach ihrem ersten Auftritt versucht Scarletts beste Freundin Tiffany Fenix zu verführen, wird von ihm aber zurückgewiesen. Fenix findet daraufhin heraus, dass Scarlett vor ihrem Tod schwanger war und schneidet sich bei der Abschlussfeier ein Ohr ab.

## Hintergrund
Am 22. November 2020 kündigte der Musiker Machine Gun Kelly (bürgerlich: Colson Baker) einen Film an, der auf seinem aktuellen Studioalbum Tickets to My Downfall basiert. Die Inspiration holten sich Machine Gun Kelly und Mod Sun (bürgerlich: Derek Smith) durch den Film Grease 2 und bezeichneten ihr Werk als Pop-Punk-Version von Grease.  Während des Films spielen Machine Gun Kelly und Schlagzeuger Travis Barker die Lieder des Albums und nehmen dabei die Position der Erzähler ein. Lediglich das Interludium Kevin & Barracuda ist nicht zu hören. Dafür ist das Lied Body Bag, mit Yungblud und Bert McCracken als Gastsänger, zweimal zu hören.
Der Film wurde während der COVID-19-Pandemie innerhalb von vier Tagen gedreht. Für Colson Baker fühlte es sich an, als würde er 14 Musikvideos hintereinander drehen. Viele Rollen wurden mit Musikern besetzt, wie zum Beispiel Lil Huddy (bürgerlich: Chase Hudson) oder Maggie Lindemann. Weitere Musiker spielen kleine Rollen in dem Film, darunter Iann Dior, Trippie Redd, Blackbear, Jaden Hossler, Lil Aaron und Phem. Mit Landon Barker ist der Sohn von Travis Barker zu sehen. Als einzige Gastmusikerin des Albums ist Halsey nicht im Film zu sehen, jedoch hört man ihre Stimme bei dem Lied Forget Me Too.
Colson Baker hatte zunächst Bedenken, die Hauptrolle an Chase Hudson zu vergeben, da er über keine Erfahrungen als Schauspieler verfügte. Smith erklärte, dass Hudson seine Rolle aufgrund seines Kleidungsstils bekam. Er habe in den Jahren zuvor festgestellt, dass viele Schauspieler im Fernsehen fürchterlich gekleidet wären. Der Großteil der im Film gezeigten Kleidungsstücke stammen aus der von Derek Smith und Travis Barker gegründeten Kleidungslinie No Safety.
Der Film feierte am 15. Januar 2021 auf Facebook seine Premiere. Gleich am ersten Wochenende wurde der Film über 16 Millionen Mal angesehen. Später wurde der Film auf YouTube hochgeladen.

## Rezeption
Tamara May vom australischen Onlinemagazin Wall of Sound schrieb zwar, dass „die Prämisse des Films kitschig“ wäre. Allerdings würde der Film das bieten, was „kein Teenager-High-School-Film seit den frühen 2000ern gebracht hätte“. Außerdem würde der Film „einen großartigen Soundtrack bieten, zu dem man gut schwoofen kann“. Eva Zhu vom Onlinemagazin Exclaim hingegen bewertete den Film als „50minütige Peinlichkeit, die hohl klingt“. Wer ein „Pop-Punk-Musical zum Thema Liebe und Psychische Gesundheit sucht wird hier nicht fündig“.